# Chico Buarque (álbum de 1978)
| Críticas profissionais | Críticas profissionais |
| Avaliações da crítica  | Avaliações da crítica  |
| Fonte                  | Avaliação              |
| ---------------------- | ---------------------- |
| All Music Guide        | [ 1 ]                  |

Chico Buarque é um álbum do músico brasileiro Chico Buarque, lançado em 1978.
O disco traz grandes sucessos do músico, entre os quais estão as músicas de protesto contra a ditadura militar "Cálice" (com participação de Milton Nascimento) e "Apesar de Você", que tiveram grande repercussão na época. O álbum teve pré-venda de 30 mil cópias das lojas de discos e recebeu um disco de ouro, por vendas de mais de 150 mil cópias, em 1979, pela ABPD. Segundo a revista Manchete, de 15 de março de 1980, após a liberação de "Cálice" pela censura, o álbum vendeu 700 mil cópias no Brasil.

## Faixas

### Lado A
| N.º | Título                                                        | Compositor(es)              | Duração |  |
| 1.  | "Feijoada Completa"                                           | Chico Buarque               | 2:49    |  |
| 2.  | "Cálice" (participação de Milton Nascimento)                  | Chico Buarque, Gilberto Gil | 4:00    |  |
| 3.  | "Trocando em Miúdos"                                          | Chico Buarque, Francis Hime | 2:50    |  |
| 4.  | "O Meu Amor" (interpretação de Elba Ramalho e Marieta Severo) | Chico Buarque               | 4:00    |  |
| 5.  | "Homenagem ao Malandro"                                       | Chico Buarque               | 2:59    |  |

### Lado B
| N.º | Título                                       | Compositor(es)              | Duração |  |
| 1.  | "Até o Fim"                                  | Chico Buarque               | 2:24    |  |
| 2.  | "Pedaço de Mim" (Participação de Zizi Possi) | Chico Buarque               | 3:15    |  |
| 3.  | "Pivete"                                     | Chico Buarque, Francis Hime | 2:27    |  |
| 4.  | "Pequeña Serenata Diurna"                    | Silvio Rodríguez            | 2:21    |  |
| 5.  | "Tanto Mar"                                  | Chico Buarque               | 1:53    |  |
| 6.  | "Apesar de Você"                             | Chico Buarque               | 3:54    |  |